# Срђан Радоњић
Срђан Радоњић (Титоград, 8. мај 1981) је бивши црногорски фудбалер. Играо је на позицији нападача.

## Клупска каријера
Поникао је у Црвеној стијени из Толоша, потом је играо за Будућност, Морнар и Сутјеску.
У јануару 2004. је потписао четворогодишњи уговор са Партизаном. У Партизану је провео наредне три године. Освојио је титулу првака државе у сезони 2004/05. У наредној 2005/06. сезони није освојио титулу, али је са 20 постигнутих голова био најбољи стрелац лиге. У Партизану је провео и први део сезоне 2006/07, с тим што је одиграо само један првенствени меч, и то у првом колу против Бежаније, након чега је одлуком тренера Миодрага Јешића одстрањен из првог тима.
У јануару 2007. је потписао уговор са данским прволигашем Оденсеом. Као играч Оденсеа је био на позајмицама у данском Виборгу, норвешком Старту и аустријском Алтаху. У јулу 2009. се вратио у црногорски фудбал и потписао за Могрен. Након полусезоне у Могрену, одлази у руског друголигаша Луч из Владивостока а јануара 2011. се опет враћа у Црну Гору и потписује за Грбаљ.
У јулу 2011. се вратио у подгоричку Будућност, потписавши једногодишњи уговор са клубом. Са екипом Будућности је у сезони 2011/12. освојио титулу првака Црне Горе. То је била друга титула Будућности у независној Црној Гори, и прва након четири године. Радоњић је том успеху допринео са 14 постигнутих голова.
Први део сезоне 2012/13. је провео у екипи Казма из Кувајта. У фебруару 2013. се вратио у Будућност, са којом у мају исте године осваја Куп Црне Горе. Лета 2013. по други пут постаје нападач никшићке Сутјеске, са којом осваја титулу првака Црне Горе у сезони 2013/14. Након те сезоне завршава играчку каријеру.

## Репрезентација
Радоњић је наступао за младу репрезентацију Србије и Црне Горе, а лета 2004. је са олимпијском репрезентацијом наступао на Олимпијским играма у Атини.
За сениорску репрезентацију Црне Горе је дебитовао 2007. године на Кирин купу у Јапану. Наступио је на обе утакмице на том турниру, против Јапана и Колумбије. Свој трећи и уједно последњи наступ у дресу Црне Горе је забележио 22. августа 2007. на пријатељској утакмици са Словенијом (1:1).

## Успеси

### Клупски
Партизан
- Првенство Србије и Црне Горе (1): 2004/05.

Будућност
- Првенство Црне Горе (1): 2011/12.
- Куп Црне Горе (1): 2012/13.

Сутјеска
- Првенство Црне Горе (1): 2013/14.

### Индивидуални
- Најбољи стрелац Првенства Србије и Црне Горе : 2004/05.
- Фудбалер сезоне Првенства Црне Горе : 2011/12.[21]